# دو جک
دو جک (به انگلیسی: Two Jacks) فیلمی محصول سال ۲۰۱۲ و به کارگردانی برنارد رز است. در این فیلم بازیگرانی همچون دنی هوستون، سیه‌نا میلر، جکلین بیسیت، جک هیوستون، بیلی زین، ایزابلا میکو، جیمی هریس، ریچارد پورتنو، لیدیا هرست و گای برنت ایفای نقش کرده‌اند.